# モンスターファーム (グラビティ)
『モンスターファーム』は、『ラグナロクオンライン』で獲たモンスターたちを女の子が育成するオンラインアクションRPGの携帯アプリゲームである。開発はGRAVITY。日本版は未発売。

## 内容
村や農場、フィールド、ダンジョンなどのマップを歩き回って、ダンジョンに隠されているトラップをスキルを使って避けながらモンスターを狩るパズルゲームの要素と、捕獲とスキルを利用していろいろなモンスターたちを捕獲していくRPGの要素がある。そして、モンスターを捕獲し育成することで農場を育てていく。